# Oxinitruro de aluminio
El oxinitruro de aluminio o (ALON) es una cerámica policristalina transparente con estructura cristalina cúbica de espinela compuesto por aluminio, oxígeno y nitrógeno. A 2016, se comercializa bajo el nombre de ALON por Surmet Corporation y se describe en la patente de los EE. UU. (4.520.116). ALON es ópticamente transparente ( ≥ 80 %) en el ultravioleta cercano, regiones visible y del infrarrojo cercano del espectro electromagnético. Es 4 veces más duro que el vidrio de sílice fundida , presenta el 85 % de la dureza del zafiro y casi un 15 % más dureza que la espinela. Tiene una densidad de 3696 kg/m³ El material es estable hasta 1200 °C ( 2190 °F). Puede ser fabricado con forma de ventanas transparentes, placas, cúpulas, varillas, tubos y otras formas utilizando técnicas de procesamiento de polvos cerámicos convencionales. Debido a su relativamente bajo peso, propiedades ópticas y mecánicas y su resistencia a los daños causados por la oxidación o la radiación, se muestra prometedor para su uso blindajes transparentes resistentes a balas y explosiones, también en ópticas para infrarrojos y de alta temperatura. Los métodos de fabricación se siguen perfeccionando. El costo es similar al del  zafiro sintético. Una vez fabricado y pulido como un parabrisas, el material cuesta (año 2005) de 140 a 210 euros por metro cuadrado.[cita requerida]

## Propiedades
Mecánica
- Módulo de Young: 334 GPa
- Módulo de cizallamiento: 135 GPa
- Relación de Poisson: 0,24
- Dureza Knoop: 1800 kg/mm² ( 0,2 kg de carga)
- Resistencia a la fractura: 2,0 MPa · m1 / 2
- Resistencia a la flexión: 0,38-0,7 GPa
- Resistencia a la compresión: 2,68 GPa

Térmica y óptica
- Calor Específico: 0,781 J/(g·°C )
- Conductividad térmica: 12,3 W/(m·°C)
- Coeficiente de dilatación térmica: ~ 4,7 × 10−6<

- Rango de transparencia: 200-5000 nm

Otras
- Forma molecular: (AlN)x·(Al2O3)1-x,0.30 ≤ x ≤ 0.37
- Apariencia: sólido transparente o blanco
- Densidad: 3.696–3.691 g/cm3
- Temperatura de fusión: ~2150 °C
- Solubilidad: insoluble
- Índice refractivo: 1.79

Estructura
- Estructura cristalina: cúbica

En una revisión de 1989, Corbin resumió investigaciones que muestran que ALON parece ser resistente a la radiación y a los daños de varios ácidos, bases y agua.

## Aplicaciones
El ALON se utiliza en diversas aplicaciones de defensa y de infrarrojos (IR ) relacionados, tales como sensores de reconocimiento de la especialidad, domos IR con diferentes formas, como hemisférico, bóvedas ojivales hiper- hemisférica y tangentes, armaduras transparentes, ventanas para las comunicaciones por láser, y en algunas de semiconductores. Una vez formado y pulido, los costos de las materias son de 10 a 15 dólares a EE. UU. por cm² para las ventanas de instrumentos de 2 mm a 5 mm de espesor , en gran volumen ( costos revisados de 2012). En 2005, se empezó a examinar de forma experimental para la Fuerza Aérea de EE. UU. como capa exterior transparente para vehículos blindados, de importancia crucial para las ventanas de los citados vehículos blindados. Otras aplicaciones incluyen semiconductores y accesorios especiales. También es usado para cúpulas frontales para sensores en misiles.

## Fabricación
El ALON es un material cerámico policristalino que puede ser fabricado para ventanas, placas, cúpulas, varillas, tubos y otras formas utilizando técnicas de procesamiento de polvos cerámicos convencionales. Está hecho principalmente de aluminio, oxígeno y nitrógeno, y puede variar ligeramente en sus componentes (por ejemplo, variando el contenido de aluminio de aproximadamente 30 % a 36 %, que se ha informado para afectar a los módulos a granel y de corte por solo 1-2 %). El greenware fabricado se somete a un tratamiento térmico (densificación) a temperaturas elevadas seguido de esmerilado y pulido a la transparencia. Sigue siendo transparente hasta aproximadamente 2.100 °C. La molienda y pulido mejora sustancialmente la resistencia al impacto y otras propiedades mecánicas de la armadura. Las densidades de 85 % del valor teórico se puede lograr. Es 85 % tan duro como el zafiro y el 15 % más dura que la espinela de aluminato de magnesio. ALON es cuatro veces más duro que el vidrio de sílice fundida, por lo que es útil en una amplia gama de aplicaciones de blindaje .
Los objetos se forman a partir de polvos prensados, fundidos o moldeados. Los objetos se conforman entonces por densificación por calentamiento en un horno, y se pule hasta hacerlo transparente. El pulido mejora sustancialmente la resistencia del blindaje al impacto.